# Пери (Ајова)
Пери (енгл. Perry) град је у америчкој савезној држави Ајова. По попису становништва из 2010. у њему је живело 7.702 становника.

## Демографија
Према попису становништва из 2010. у граду је живело 7.702 становника, што је 69 (0,9%) становника више него 2000. године.
| Група             | 2000.         | 2010.         |
| Белци             | 5.561 (72,9%) | 4.709 (61,1%) |
| Афроамериканци    | 81 (1,1%)     | 141 (1,8%)    |
| Азијати           | 57 (0,7%)     | 64 (0,8%)     |
| Хиспаноамериканци | 1.873 (24,5%) | 2.692 (35,0%) |
| Укупно            | 7.633         | 7.702         |